# 王正亿
王正亿（1526年—1577年），小名正聪，字仲时，号龙阳，浙江余姚（今浙江省余姚市）人，明朝人物，世袭新建伯。

## 生平
生于明朝嘉靖五年。隆庆元年（1567年）5月，明穆宗即位，念及前代功臣，复诏追封王守仁为新建侯，其后人可世袭伯爵爵位。隆庆二年6月，王守仁长子王正亿奉召袭封新建伯。王正亿于万历五年逝世。

## 身后
王正亿长子王承勋承袭新建伯爵位。

## 家族
父亲王守仁为哲学家、政治人物，因军功被封为“新建伯”伯爵。王守仁逝世后，爵位被嘉靖皇帝剥夺。母親為王守仁之妾張氏。妻子黄氏，有子二人，长子王承勋（漕运总兵），次子王承学。又娶侧室祁氏，祁氏生有一子五女，子王承恩。

## 著作
- 《世德纪》王正亿 撰